# Valsinni
Valsinni ist eine Gemeinde in der Provinz Matera in der italienischen Region Basilikata.
In Valsinni leben 1314 Einwohner (Stand am 31. Dezember 2023). Der Ort liegt 78 km südlich von Matera. Die Nachbargemeinden sind Colobraro, Nocara (CS), Noepoli (PZ), Nova Siri, Rotondella und San Giorgio Lucano.
Der Ort wurde in der Antike gegründet. Der damalige Name war Favale. Nach einem Bergrutsch flüchteten die Einwohner in das Tal (italienisch: Valle) des Flusses Sinni und gründeten dort Valsinni. 
Im Castello di Valsinni des Barons Morra lebte die Dichterin Isabella Morra. 